# Campeonato Europeu de Voleibol Masculino Sub-22 de 2024
O Campeonato Europeu de Voleibol Masculino Sub-22 de 2024 foi a 2.ª edição deste torneio bienal organizado pela Confederação Europeia de Voleibol (CEV). O torneio ocorreu de 9 a 14 de julho, nas cidades de Apeldoorn e Groninga, nos Países Baixos.
A seleção da França conquistou seu primeiro título ao vencer na final a seleção italiana por 3 sets a 2. O levantador francês Amir Tizi-Oualou foi eleito o melhor jogador da competição.

## Escolha da sede
Os Países Baixos foi anunciado como organizador do evento em 12 de outubro de 2022.

## Equipes participantes
| Qualificação          | Qualificação                | Equipe        |
| --------------------- | --------------------------- | ------------- |
| País-sede             | País-sede                   | Países Baixos |
| Rodada qualificatória | Grupo A                     | Itália        |
| Rodada qualificatória | Grupo B                     | Espanha       |
| Rodada qualificatória | Grupo C                     | Chéquia       |
| Rodada qualificatória | Grupo D                     | Polônia       |
| Rodada qualificatória | Grupo E                     | França        |
| Rodada qualificatória | Melhores segundos colocados | Portugal      |
| Rodada qualificatória | Melhores segundos colocados | Hungria       |

## Formato da disputa
As oito equipes foram divididas em dois grupos de quatro equipes cada. As partidas seguiram o sistema de pontos corridos, e as duas melhores equipes de cada grupo avançaram para as semifinais.

### Critérios de desempate
1. Número de vitórias
2. Número de pontos
3. Razão dos sets
4. Razão dos pontos
5. Resultado da última partida entre os times empatados

Partidas terminadas em 3–0 ou 3–1: 3 pontos para o vencedor, 0 pontos para o perdedor;

Partidas terminadas em 3–2: 2 pontos para o vencedor, 1 ponto para o perdedor.

## Sorteio dos grupos
O sorteio dos grupos ocorreu no dia 29 de janeiro de 2024.
| Grupo I Apeldoorn, Países Baixos | Grupo II Groninga, Países Baixos |
| -------------------------------- | -------------------------------- |
| Países Baixos                    | França                           |
| Polônia                          | Itália                           |
| Espanha                          | Portugal                         |
| Hungria                          | Chéquia                          |

## Locais das partidas
| Grupo II e fase final    | Grupo I                 |
| Apeldoorn, Países Baixos | Groninga, Países Baixos |
| ------------------------ | ----------------------- |
| Omnisport Apeldoorn      | MartiniPlaza            |
|                          |                         |
| Capacidade: 5 000        | Capacidade: 4 500       |

## Fase de grupos
- Todas as partidas seguem o horário local.

|  | Classificado para a fase final |

### Grupo I
|     |               |     | Jogos | Jogos | Jogos | Resultados | Resultados | Resultados | Resultados | Resultados | Resultados | Sets | Sets | Sets  | Pontos | Pontos | Pontos |
| Pos | Equipe        | Pts | T     | V     | D     | 3–0        | 3–1        | 3–2        | 2–3        | 1–3        | 0–3        | V    | P    | R     | V      | P      | R      |
| --- | ------------- | --- | ----- | ----- | ----- | ---------- | ---------- | ---------- | ---------- | ---------- | ---------- | ---- | ---- | ----- | ------ | ------ | ------ |
| 1   | Polônia       | 9   | 3     | 3     | 0     | 3          | 0          | 0          | 0          | 0          | 0          | 9    | 0    | MAX   | 229    | 185    | 1.238  |
| 2   | Países Baixos | 4   | 3     | 2     | 1     | 0          | 0          | 2          | 0          | 0          | 1          | 6    | 7    | 0.857 | 285    | 286    | 0.997  |
| 3   | Hungria       | 4   | 3     | 1     | 2     | 1          | 0          | 0          | 1          | 0          | 1          | 5    | 6    | 0.833 | 225    | 250    | 0.900  |
| 4   | Espanha       | 1   | 3     | 0     | 3     | 0          | 0          | 0          | 1          | 0          | 2          | 2    | 9    | 0.222 | 237    | 255    | 0.929  |

| Data   | Hora  |               | Placar |               | Set 1 | Set 2 | Set 3 | Set 4 | Set 5 | Total   | Relatório |
| ------ | ----- | ------------- | ------ | ------------- | ----- | ----- | ----- | ----- | ----- | ------- | --------- |
| 9 jul  | 16:30 | Espanha       | 0–3    | Polônia       | 23–25 | 23–25 | 20–25 |       |       | 66–75   | Relatório |
| 9 jul  | 19:30 | Países Baixos | 3–2    | Hungria       | 25–27 | 25–16 | 25–15 | 27–25 | 19–17 | 121–100 | Relatório |
| 10 jul | 16:30 | Polônia       | 3–0    | Hungria       | 25–15 | 25–14 | 25–21 |       |       | 75–50   | Relatório |
| 10 jul | 19:30 | Espanha       | 2–3    | Países Baixos | 25–22 | 19–25 | 25–16 | 23–25 | 15–17 | 107–105 | Relatório |
| 11 jul | 16:30 | Hungria       | 3–0    | Espanha       | 25–19 | 25–23 | 25–22 |       |       | 75–64   | Relatório |
| 11 jul | 19:30 | Polônia       | 3–0    | Países Baixos | 27–25 | 29–19 | 27–25 |       |       | 83–69   | Relatório |

### Grupo II
|     |          |     | Jogos | Jogos | Jogos | Resultados | Resultados | Resultados | Resultados | Resultados | Resultados | Sets | Sets | Sets  | Pontos | Pontos | Pontos |
| Pos | Equipe   | Pts | T     | V     | D     | 3–0        | 3–1        | 3–2        | 2–3        | 1–3        | 0–3        | V    | P    | R     | V      | P      | R      |
| --- | -------- | --- | ----- | ----- | ----- | ---------- | ---------- | ---------- | ---------- | ---------- | ---------- | ---- | ---- | ----- | ------ | ------ | ------ |
| 1   | França   | 6   | 3     | 2     | 1     | 1          | 1          | 0          | 0          | 1          | 0          | 7    | 4    | 1.750 | 255    | 232    | 1.099  |
| 2   | Itália   | 6   | 3     | 2     | 1     | 0          | 2          | 0          | 0          | 1          | 0          | 7    | 5    | 1.400 | 279    | 253    | 1.103  |
| 3   | Portugal | 5   | 3     | 2     | 1     | 0          | 1          | 1          | 0          | 1          | 0          | 7    | 6    | 1.167 | 285    | 283    | 1.007  |
| 4   | Chéquia  | 1   | 3     | 0     | 3     | 0          | 0          | 0          | 1          | 1          | 1          | 3    | 9    | 0.333 | 231    | 282    | 0.819  |

| Data   | Hora  |          | Placar |          | Set 1 | Set 2 | Set 3 | Set 4 | Set 5 | Total  | Relatório |
| ------ | ----- | -------- | ------ | -------- | ----- | ----- | ----- | ----- | ----- | ------ | --------- |
| 9 jul  | 16:30 | Itália   | 3–1    | Chéquia  | 25–19 | 25–18 | 23–25 | 25–18 |       | 98–80  | Relatório |
| 9 jul  | 19:30 | França   | 1–3    | Portugal | 25–18 | 21–25 | 22–25 | 22–25 |       | 90–93  | Relatório |
| 10 jul | 16:30 | Chéquia  | 2–3    | Portugal | 11–25 | 25–21 | 25–23 | 19–25 | 13–15 | 93–109 | Relatório |
| 10 jul | 19:30 | Itália   | 1–3    | França   | 25–15 | 20–25 | 21–25 | 15–25 |       | 81–90  | Relatório |
| 11 jul | 16:30 | Chéquia  | 0–3    | França   | 18–25 | 20–25 | 20–25 |       |       | 58–75  | Relatório |
| 11 jul | 19:30 | Portugal | 1–3    | Itália   | 17–25 | 27–25 | 18–25 | 21–25 |       | 83–100 | Relatório |

## Fase final
|  | Semifinais    | Semifinais |                |   | Final | Final |
|  |               |            |                |   |       |       |
|  | 13 de julho   |            |                |   |       |       |
|  |               |            |                |   |       |       |
|  | Polônia       | 1          |                |   |       |       |
|  | Polônia       | 1          | 14 de julho    |   |       |       |
|  | Itália        | 3          |                |   |       |       |
|  | Itália        | 3          | Itália         | 2 |       |       |
|  | 13 de julho   |            | Itália         | 2 |       |       |
|  |               | França     | 3              |   |       |       |
|  | França        | França     | 3              | 3 |       |       |
|  | França        |            |                | 3 |       |       |
|  | Países Baixos | 0          |                |   |       |       |
|  | Países Baixos | 0          | Terceiro lugar |   |       |       |
|  |               |            |                |   |       |       |
|  | 14 de julho   |            |                |   |       |       |
|  |               |            |                |   |       |       |
|  | Polônia       | 3          |                |   |       |       |
|  | Polônia       | 3          |                |   |       |       |
|  | Países Baixos | 2          |                |   |       |       |

- Todas as partidas seguem o horário local.

### Semifinais
| Data   | Hora  |         | Placar |               | Set 1 | Set 2 | Set 3 | Set 4 | Set 5 | Total  | Relatório |
| ------ | ----- | ------- | ------ | ------------- | ----- | ----- | ----- | ----- | ----- | ------ | --------- |
| 13 Jul | 15:00 | Polônia | 1–3    | Itália        | 21–25 | 16–25 | 26–24 | 24–26 |       | 87–100 | Relatório |
| 13 Jul | 18:00 | França  | 3–0    | Países Baixos | 25–18 | 25–20 | 25–23 |       |       | 75–61  | Relatório |

### Terceiro lugar
| Data   | Hora  |         | Placar |               | Set 1 | Set 2 | Set 3 | Set 4 | Set 5 | Total  | Relatório |
| ------ | ----- | ------- | ------ | ------------- | ----- | ----- | ----- | ----- | ----- | ------ | --------- |
| 14 Jul | 15:00 | Polônia | 3–2    | Países Baixos | 21–25 | 22–25 | 25–15 | 25–21 | 19–9  | 112–95 | Relatório |

### Final
| Data   | Hora  |        | Placar |        | Set 1 | Set 2 | Set 3 | Set 4 | Set 5 | Total   | Relatório |
| ------ | ----- | ------ | ------ | ------ | ----- | ----- | ----- | ----- | ----- | ------- | --------- |
| 14 Jul | 18:00 | Itália | 2–3    | França | 19–25 | 20–25 | 25–14 | 30–28 | 20–22 | 114–114 | Relatório |

## Classificação final
| Posição | Equipe        |
| ------- | ------------- |
|         | França        |
|         | Itália        |
|         | Polônia       |
| 4       | Países Baixos |
| 5       | Portugal      |
| 6       | Hungria       |
| 7       | Chéquia       |
| 8       | Espanha       |

| Campeonato Europeu Sub-22 de 2024 |
| --------------------------------- |
| França Campeã (1.º título)        |

| Elenco |
| --- |
| Liam Varier, Amir Tizi-Oualou, Mathis Henno, Julien Pasquier, Nathan Feral, Thomas Pujol, Enzo Lopez, Alexandre Strehlau, Henri Léon, Jules Duthoit, Hilir Henno, Nathan Canovas, Simon Magnin, Axel Michel |
| Técnico |
| Marc Francastel |

## Premiações individuais
Os atletas que se destacaram individualmente foramː
| - Most Valuable Player (MVP) Amir Tizi-Oualou - Melhor levantador Amir Tizi-Oualou - Melhores ponteiros Hilir Henno Mathis Henno | - Melhores centrais Beau Wortelboer Jakub Majchrzak - Melhor oposto Tommaso Barotto - Melhor líbero Matteo Staforini |